# Среднеамурская низменность
Среднеаму́рская ни́зменность (Аму́ро-Сунгари́йская равни́на) — низменность на юге Дальнего Востока, в среднем течении Амура и в низовьях его притока Сунгари. Административно расположена на территории Хабаровского края и Еврейской автономной области России, а также на северо-востоке Китая (под названием Саньцзянская равнина).

## Рельеф и геология
Низменность занимает впадину между хребтом Сихотэ-Алинь на востоке, Хингано-Буреинскими горами на северо-западе и Восточно-Маньчжурскими горами на юге. Протяжённость составляет 670 км, ширина 100—200 км. Поверхность плоская, заболоченная, с абсолютными отметками 40—80 м; местами поднимаются островные кряжи низкогорного облика (хребет Даур, также хребты Большие Чурки, Ульдура и Вандан) и конусы потухших вулканов. Низменность сложена речными, озёрными и болотными отложениями. Имеются месторождения бурого угля, графита, россыпного золота.

## Гидрография и растительность
На территории низменности господствует муссонный климат умеренных широт, с жарким дождливым летом (25—30 °C) и суровой, ветреной (от −20 до −25 °C), малоснежной зимой. Летние муссонные и осенние тайфунные дожди вызывают наводнения, во время которых затапливается значительная часть низменности. Множество мелких озёр, из крупных выделяются Болонь, Петропавловское и Хумми.
В ландшафте преобладает разрежённая тайга из даурской лиственницы, которая чередуется с болотами (марями); на юге — хвойно-широколиственные леса маньчжурского типа. Природа охраняется в Большехехцирском заповеднике.
В центральной части низменности расположен город Хабаровск.
- Хребет Большой Хехцир
- Долина Амура у села Петропавловка.
Внизу — протока Петропавловская
(см. Петропавловское озеро)